# Podwójne staccato
Podwójne staccato – technika wykonywania szybkich powtórzeń dźwięków na instrumentach dętych. 
Podczas grania wymawia się sylaby ta-ka-ta-ka (lub tu-ku-tu-ku, da-ga-da-ga, ti-ke-ti-ke zależnie od upodobań instrumentalisty). Istotnym elementem podczas nauki podwójnego staccata jest równe wykonywanie wszystkich  dźwięków tak pod względem długości jak i akcentowania (delikatnie silniejszy akcent może przypadać na pierwszą sylabę każdego cyklu).
Stosowanie staccata podwójnego umożliwia realizację szybszych przebiegów melodycznych niż przy zastosowaniu zwykłego (pojedynczego) staccato.